# 褐扁顱蝠冠狀病毒HKU33
褐扁顱蝠冠狀病毒HKU33（Tylonycteris robustula bat coronavirus HKU33、Tr-BatCoV HKU33）是甲型冠狀病毒屬的一種病毒，在中國貴州羅甸縣的褐扁顱蝠體內發現，於2019年由香港大學的研究團隊發表。

## 基因組
褐扁顱蝠冠狀病毒HKU33的基因組約長27600nt，編碼冠狀病毒皆有的複製酶（1a/1b）和刺突蛋白（S）、膜蛋白（M）、外膜蛋白（E）與衣殼蛋白（N）等四種結構蛋白，另外其刺突蛋白與膜蛋白的基因中間有一個開放閱讀框ORF3編碼輔助蛋白，衣殼蛋白基因的下游（即基因組最3端）另有ORF7編碼輔助蛋白。

## 分類
序列分析顯示褐扁顱蝠冠狀病毒HKU33與絨山蝠冠狀病毒甲型冠狀病毒四川2013（BtNv-AlphaCoV/SC2013）和2011年在義大利的庫氏伏翼中發現的冠狀病毒關係較為接近，這些病毒均以蝙蝠科的蝙蝠為宿主。